# 다테오카촌
다테오카촌(舘岡村)은 아오모리현 니시쓰가루군에 놓여졌던 촌이다.

## 연혁
- 1889년 4월 1일 - 정촌제 시행에 의해 니시쓰가루군 타테오카촌, 오오유마치촌, 쓰츠기자카촌, 히라타키촌, 가메가오카촌, 고모쓰치촌과 합병해, 다테오카촌을 발족하였다.
- 1955년 3월 30일 - 니시쓰가루군 기즈쿠리정, 고시미즈촌, 시바타촌, 가와즈케촌, 데세이촌, 나루사와촌의 일부와 합병해, 기즈쿠리정을 신설해 소멸하였다.